# Ци Шуай
Ци Шуай (кит. упр. 齐帅, пиньинь Qi Shuai; 13 февраля 1988, Аньда провинция Хэйлунцзян) — китайская конькобежка, участница зимних Олимпийских игр 2014 года.

## Биография
Ци Шуай начала заниматься конькобежным спортом в возрасте 12 лет в Харбине. Выступала за команду «Центра ледовой подготовки провинции Хэйлунцзян».
В 2004 году она впервые участвовала в чемпионате Китая в спринтерском многоборье и заняла 31-е место. В 2008 году на 11-х Национальных зимних играх Ци заняла 7-е место в спринте, а также с 2007 по 2011 становилась 4-й на чемпионате Китая в спринте. В конце 2009 года на чемпионате Азии завоевала серебряную медаль на дистанции 500 м, а на Национальном чемпионате Китая впервые выиграла 2 бронзы в забегах на 500 и 1000 м. В сезоне 2010/11 дебютировала на кубке мира.
В декабре 2010 года на чемпионате Азии вновь стала 2-й на дистанции 500 м, следом на спринтерском чемпионате мира в Херенвене заняла 21-е место, и на чемпионате мира на отдельных дистанциях в Инцелле также стала 21-й в беге на 500 м. В ноябре 2012 года Ци впервые завоевала «серебро» на чемпионате Китая в спринтерском многоборье.
В январе 2012 года она стала 6-й в спринте на 12-х Зимних играх Китая и заняла 1-е место на 1000 м на чемпионате Китая. Через год на чемпионате мира в спринтерском многоборье в Солт-Лейк-Сити была дисквалифицирована в 4-м забеге на 1000 м и заняла итоговое 28-е место. В октябре в Чанчуне на олимпийском отборе Ци заняла 1-е место в забеге на 500 м и прошла квалификацию на олимпийские игры 2014 года.
На зимних Олимпийских играх в Сочи в феврале 2014 года, она заняла 23-е место на дистанции 500 м, а в марте заняла 1-е место на дистанции 500 м и 2-е на 1000 м на чемпионате Китая на отдельных дистанциях. В декабре заняла 7-е место в спринтерском многоборье на чемпионате Китая и в марте после 6-го этапа Кубка Китая завершила карьеру спортсменки.

## Личная жизнь
Ци Шуай изучала науку о спорте в Хэйлунцзянском педагогическом университете.